# Comuna Rogašovci
Rogašovci (Občina Rogašovci) este o comună din Slovenia, cu o populație de 3.399 de locuitori (2002).

## Localități
Fikšinci, Kramarovci, Nuskova, Ocinje, Pertoča, Rogašovci, Ropoča, Serdica, Sotina, Sveti Jurij, Večeslavci